# 7041 Nantucket
7041 Nantucket è un asteroide della fascia principale. Scoperto nel 1960, presenta un'orbita caratterizzata da un semiasse maggiore pari a 2,2363544 UA e da un'eccentricità di 0,1448734, inclinata di 7,06382° rispetto all'eclittica. 
Intitolato all'isola di Nantucket - Massachusetts, Stati Uniti, dove è situato il Maria Mitchell Observatory.